# Zastava Koral
La Zastava Koral, également vendue comme Zastava Yugo au début de sa carrière, Yugo Koral dans les années 1990 ou Yugo GV en Amérique du Nord, est une voiture fabriquée entre 1980 et 2008 par le constructeur yougoslave puis serbe Zastava Automobili.

## Histoire

### La Yugo: une voiture compacte abordable
La Yugo est issue d’une étude réalisée au centre de style Fiat, à Turin, qui était censée remplacer la Fiat 127. Refusé par Vittorio Ghidella, alors administrateur délégué de Fiat Auto, qui le jugeait trop peu innovant, le projet est récupéré par le constructeur yougoslave Zastava, qui produit depuis 1954 des Fiat sous licence.
Le modèle de série est présenté en avant-première au Salon automobile de Belgrade et essayé par Josip Broz Tito l'ancien président de la Yougoslavie, en avril 1980. Il s’agit d’une petite berline à trois portes aux lignes anguleuses et au style rustique, se plaçant dans la même catégorie que les Renault 5, Volkswagen Polo, Autobianchi A112 ou encore Peugeot 104.  Avec ce modèle, Zastava s’affranchit pour la première fois du style Fiat, puisque l’italien ne commercialise pas sa propre version de la voiture: la future Uno ayant été préférée pour remplacer la 127. La production de la Yugo démarre le 28 novembre 1980 dans l’usine de Kragujevac, en Yougoslavie (actuelle Serbie).
À son lancement, la petite yougoslave reçoit le moteur Fiat de 903 cm3 développant 45 ch de la Fiat 127, dont elle reprend par ailleurs tous les organes mécaniques.  
À l’automne 1982, la Yugo fait son apparition sur les principaux marchés européens, dont la France, où son prix la met en concurrence avec les Renault 4 ou Citroën 2CV, de conception bien plus rustique.  
Comme pour tous les véhicules d'origine Fiat mais produits ailleurs qu'en Italie, la distribution est assurée par le réseau Chardonnet, importateur Zastava depuis l’arrivée de la marque en France, et également chargé de marques telles que Lancia, Autobianchi ou encore FSO.
Au Salon de Belgrade en avril 1983, Zastava présente la version 55, chiffre qui correspond au nombre de chevaux du moteur 1 116 cm3 (déjà monté sur les Fiat 128 et Zastava Skala) qui complète désormais la gamme.

### La conquête de l’Ouest
Avec la Yugo 55, Zastava fait le pari de s’attaquer au marché nord-américain, et s’associe pour cela à l’industriel Malcolm Bricklin, qui s’est alors fait connaître pour avoir importé la marque japonaise Subaru aux États-Unis dans les années 1960, et construit au Canada sous son nom un étonnant coupé à portes papillon. Pas moins de deux cent soixante-dix-sept concessionnaires assurent la distribution de la voiture, qui est officiellement lancée le 26 août 1985 sous le nom de Yugo GV (pour «Great Value»). Affichée au prix record de 3 990 $ quand aucune autre voiture ne descendait sous les 5 000 $ à l’époque, la Yugo connaît un démarrage aussi fulgurant qu’inattendu: 35 959 immatriculations sont enregistrées pour le millésime 1986, et 48 812 l’année suivante.
Conséquence directe de ce succès, la Yugo est rebaptisée America sur certains marchés européens à partir de 1988. Cette année-là, l’importateur français immatricule 1.773 Zastava, à 20 unités du précédent record datant de 1983, qui était la première année pleine de la Yugo.  
À mesure que les ventes de Zastava augmentaient, Malcolm Bricklin voyait ses profits croître substantiellement. En revanche, Zastava ne percevait qu’une petite fraction des bénéfices. Il arrivait même que l’entreprise subisse des pertes car le coût de production et de commercialisation en Amérique excédait parfois les revenus générés.  

### La fin du rêve américain
Mais la Yugo n’est pas vraiment adaptée aux habitudes de conduite des Américains. Les consommateurs américains, souvent indifférents à l’entretien de la voiture et la percevant plus comme un gadget que comme un moyen de transport fiable, réalisaient régulièrement que sa fiabilité était décevante. Les ventes chutent alors lourdement en 1988, avec 31 545 modèles écoulés. Pour tenter de renverser la situation, une Yugo GVX de 65 ch (Yugo 65A en Europe) arrive sur le marché, mais n’empêche pas la faillite de l’importateur américain en 1989. Le constructeur de Kragujevac ne baisse pas pour autant les bras, et revient dès 1990 avec une Yugo 65A EFi à injection multipoint dont le moteur fonctionne au sans-plomb, et surtout un original cabriolet dévoilé trois ans plus tôt à Belgrade. Mais la réputation de la marque est désormais faite, et très peu d’exemplaires trouvent preneur.

### Les années de guerre
Avec plus de 180 000 Yugo construites en 1989, cette année est considérée comme «l’âge d’or» de la marque, d’autant plus que la qualité de construction est alors à son meilleur niveau. Mais en 1991, la guerre en Yougoslavie met un coup d’arrêt à la production dans l’usine de Kragujevac. Si la voiture est assemblée en Serbie, l’alternateur et les équipements électriques viennent ainsi de Slovénie, et la plupart des équipements en plastique de Croatie.  
L’embargo international appliqué à partir de 1992 aggrave sensiblement la situation, et la production tombe à 14,000 unités. La pénurie d’équipements se ressent à l’intérieur de certaines voitures livrées: le volant est parfois d’une autre couleur que le tableau de bord, voire repris de l’antique Zastava 750, les sièges ne sont eux non plus pas assortis, les compteurs sont gradués en «MPH» comme sur les versions américaines, les signes indiquant la température de l’eau et de l’huile sont remplacés par de simples étiquettes…etc. 7000 voitures sortent des chaînes en 1993 et 1994, et 9000 en 1995. 
Pour faire face à l’embargo qui pesait sur la Yougoslavie au début des années 1990, la marque automobile a dû trouver des stratégies pour maintenir sa présence sur le marché européen. Entre 1992 et 1993, une période marquée par des sanctions économiques sévères, Zastava a pris la décision audacieuse de délocaliser une partie de sa production en Italie. C’est sous le nom d’Innocenti Koral que la Yugo a été rebaptisée pour le marché italien, un choix qui reflétait non seulement un changement d’identité mais aussi une adaptation aux nouvelles réalités du marché. Innocenti, une marque italienne déjà établie en Italie était synonyme de qualité et de style, ce qui a permis à la Yugo de bénéficier d’une image de marque positive et d’une acceptation plus large par les consommateurs européens. Cette période de transition a été cruciale pour Zastava. En dépit des défis imposés par l’embargo, la collaboration avec Innocenti a permis à la société de continuer à opérer et à vendre ses véhicules. Cela a non seulement aidé à préserver les emplois et le savoir-faire industriel yougoslave, mais a également permis à la marque de rester compétitive et de préparer le terrain pour un avenir post-embargo. 
En octobre 1996, un souffle d’espoir traverse la Yougoslavie: les sanctions internationales sont levées à la suite des accords de Dayton, ce qui a permis à la production de redémarrer. Cependant, à la suite de l’intervention yougoslave au Kosovo, l’OTAN a effectué des bombardements sur le territoire yougoslave, une action considérée comme illégale et d’une grande violence par les Nations unies et la communauté internationale. Ces attaques ont causé d’importants dommages dans le pays, notamment à l’usine de Zastava, bombardée le 8 avril 1999. L’usine, sévèrement touchée, a vu de nombreux ouvriers perdre la vie. Néanmoins, malgré le chaos et la destruction, la production a repris quelques mois plus tard, même si les installations étaient désormais vétustes et marquées par les stigmates du conflit.

### Un nouveau départ
En l’an 2000, la Yugo bénéficie d’une légère mise à jour. Elle se dote d’un tableau de bord repensé, de nouveau motif de siège, de la climatisation (en option) et d'un système de verrouillage centralisé (en option), cela apporte une touche de jeunesse à son esthétique intérieure. Les moteurs reçoivent une légère modernisation mais demeurent les mêmes blocs de 55 et 65 chevaux d’origine Fiat, complétés par une collaboration éphémère avec Peugeot pour la fourniture de moteurs. Le modèle cabriolet fait son grand retour, accompagné d’une nouvelle version utilitaire avec des vitres arrière tôlées. En 2002, l’entreprise a repris son ancien nom, Zastava, qu’elle avait changé en Yugo dans les années 1980. Le modèle phare " Yugo Koral" est rebaptisé "Zastava Koral" en Europe. 
Plus tard la marque lance la Zastava Koral IN, un nouveau modèle basé sur la Zastava Koral mais qui se démarque par sa calandre nouvellement dessinée assortie de pare-chocs en plastique peints de la même couleur que la carrosserie, et par ses jantes en alliage. À l’intérieur, le style est renouvelé, s’inspirant de celui de la nouvelle Zastava Koral, avec une finition noire. L’ajout du verrouillage centralisé, des vitres électriques et des rétroviseurs à commande électrique constitue une avancée significative. En option, les clients peuvent choisir la climatisation et une boîte de vitesses automatique à trois rapports conçue par Renault.
L’introduction de la Zastava Koral IN sur le marché n’a en aucun cas entravé ou diminué la production et la commercialisation de la Zastava Koral originale. Au contraire, cela a mis en évidence l’attachement des consommateurs locaux à ce modèle emblématique, dont la demande est restée constante au fil des ans jusqu’à la fin de la production du modèle en 2008.

### Les dernières années
En octobre 2005, Zastava a entamé une nouvelle ère en signant un accord avec Fiat pour la production sous licence de la Punto, renommée Zastava 10 pour le marché local. Ce passage à un modèle plus moderne a marqué la fin de la production des modèles historiques de la marque, y compris la Koral, la Skala (connue en France dans les années 1970 et 1980 sous le nom de Zastava 1100), et la berline compacte Florida, lancée en 1988. 
Le dernier exemplaire de la Zastava Koral, de couleur rouge, a été assemblé à Kragujevac le 10 novembre 2008, mettant un point final à une production qui a débuté en 1980 et qui a vu la fabrication de 794 428 véhicules.

## Galerie

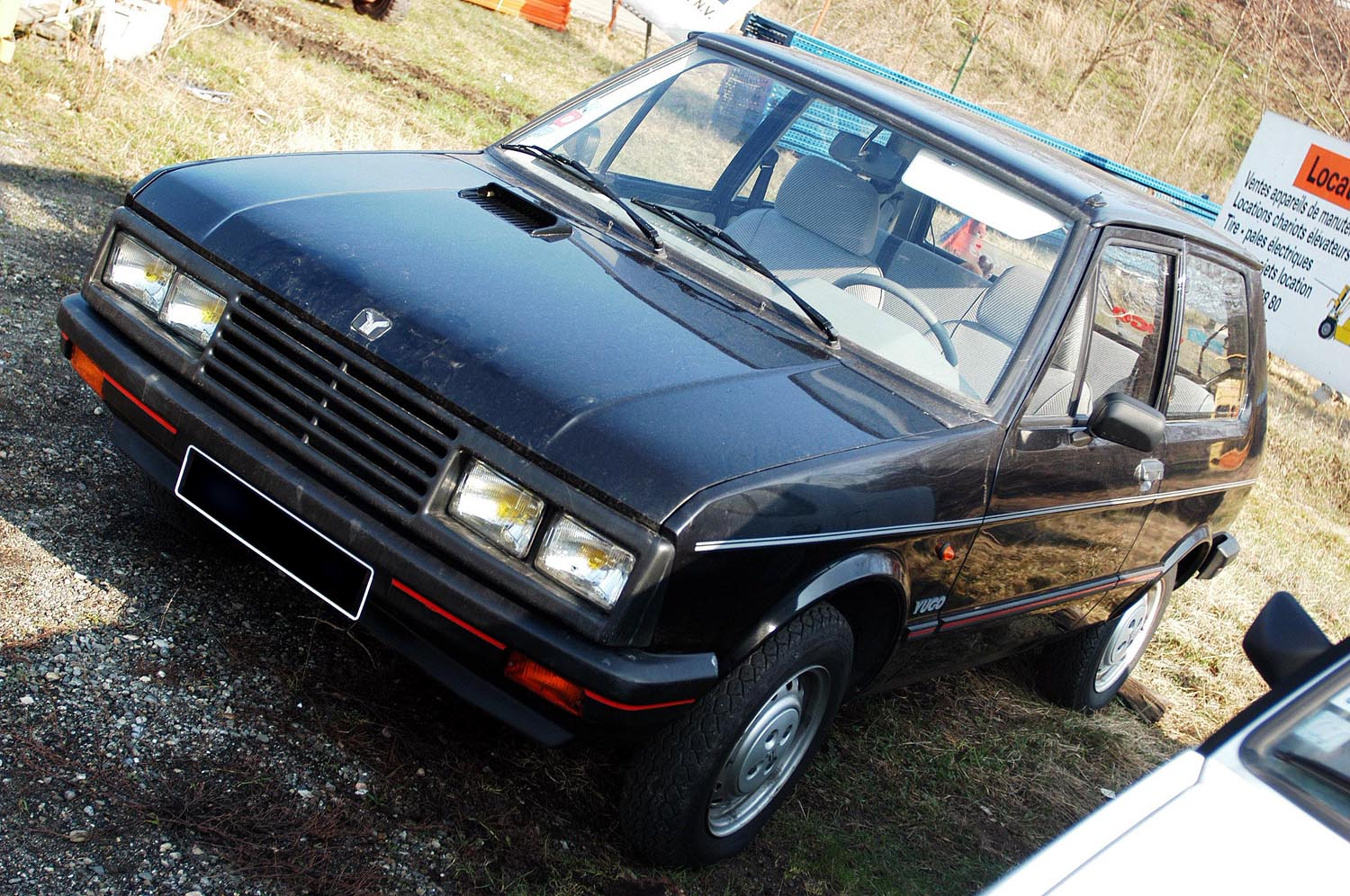
Une Yugo 45 A en France. La calandre est probablement un accessoire proposé par l’importateur Chardonnet.
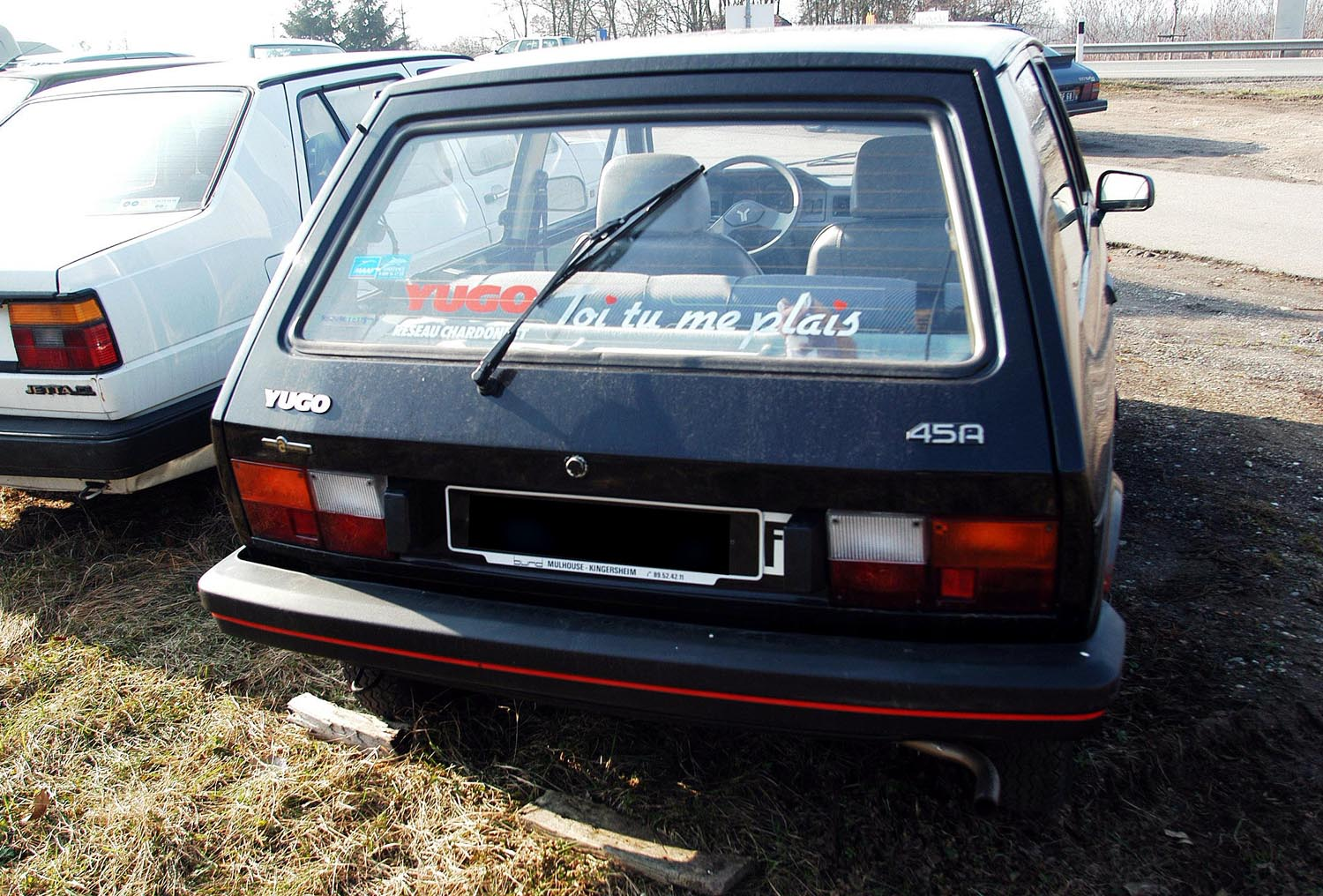
Une Yugo 45 A en France.
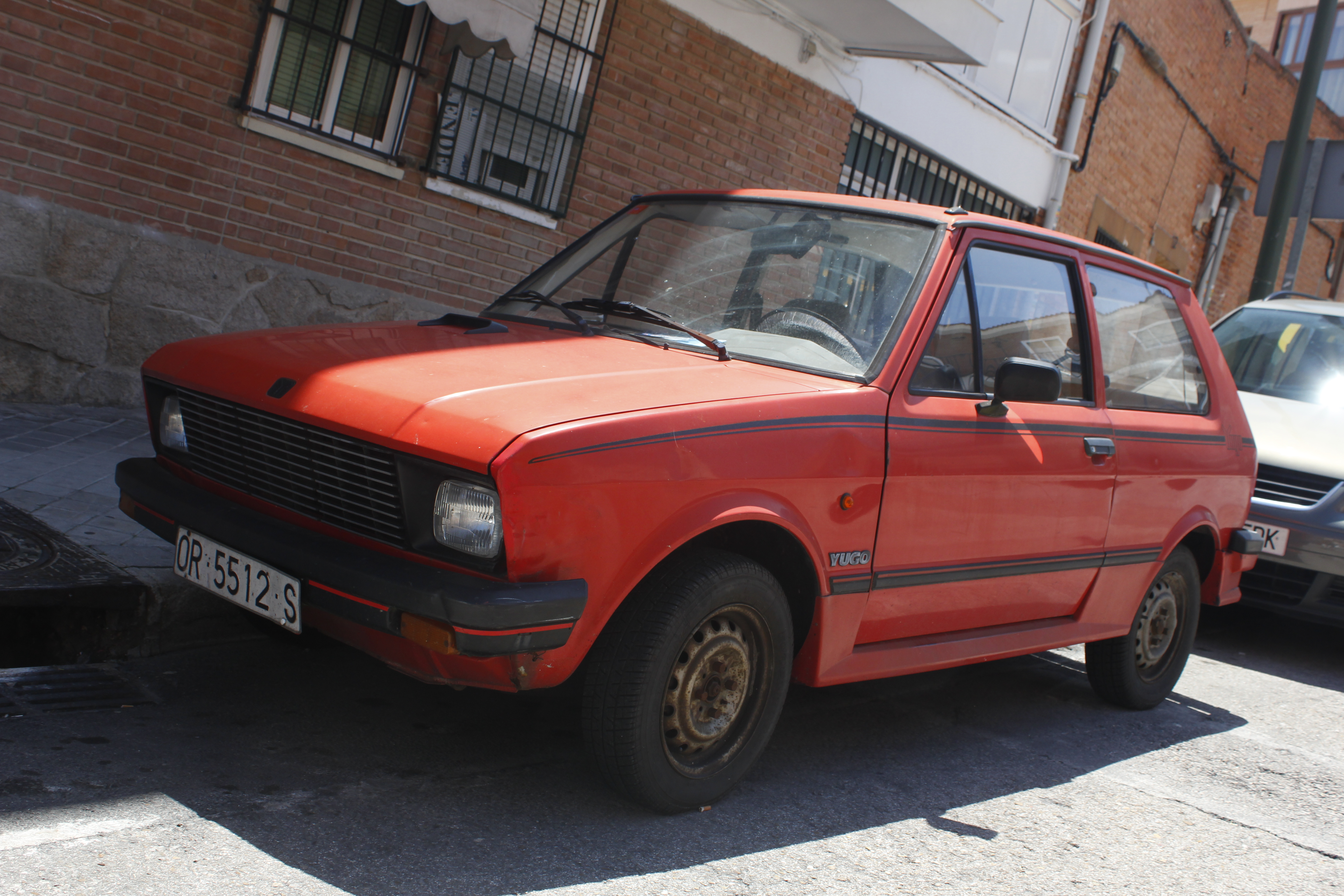
Une Yugo 55 A en Espagne.
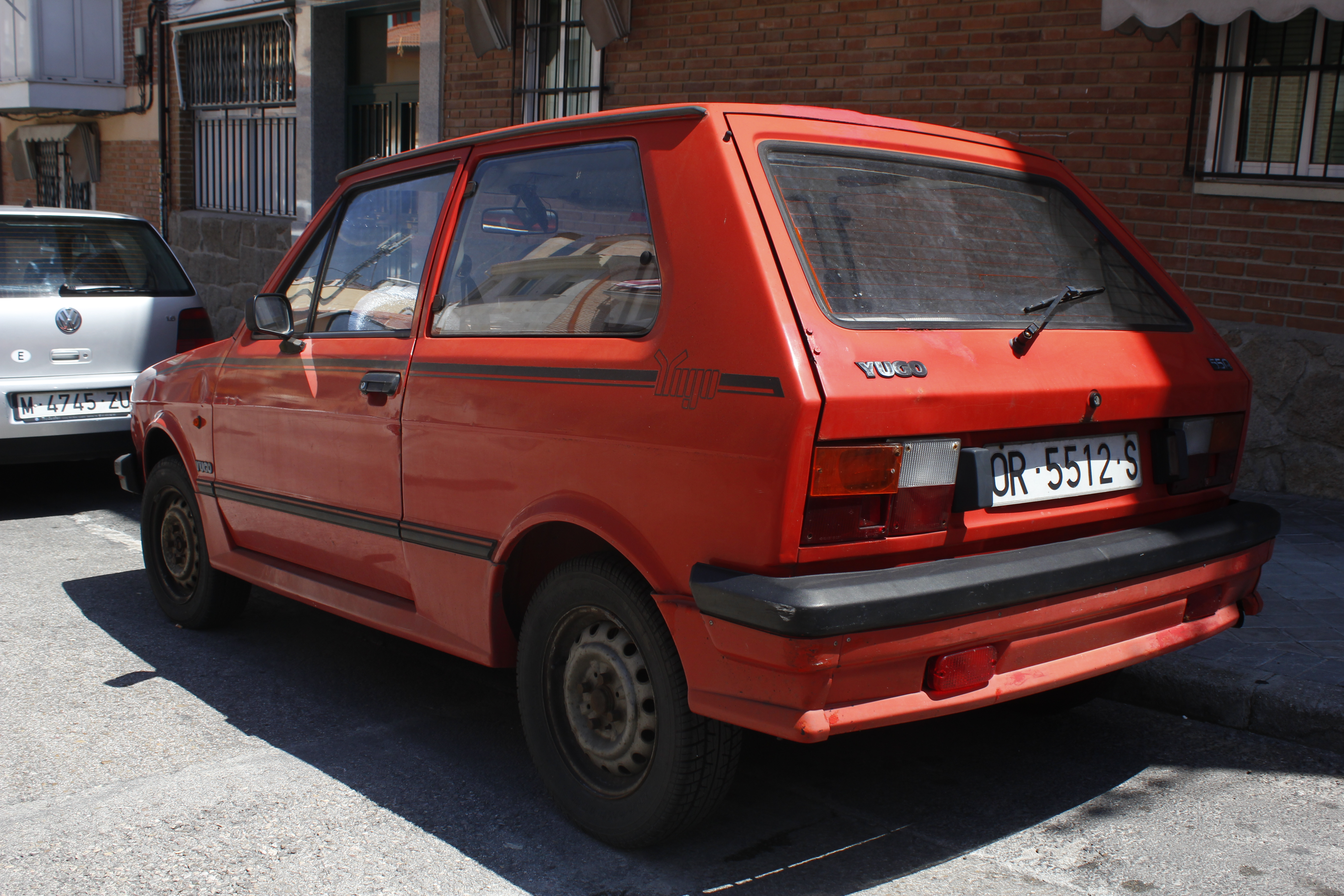
Une Yugo 55 A en Espagne.
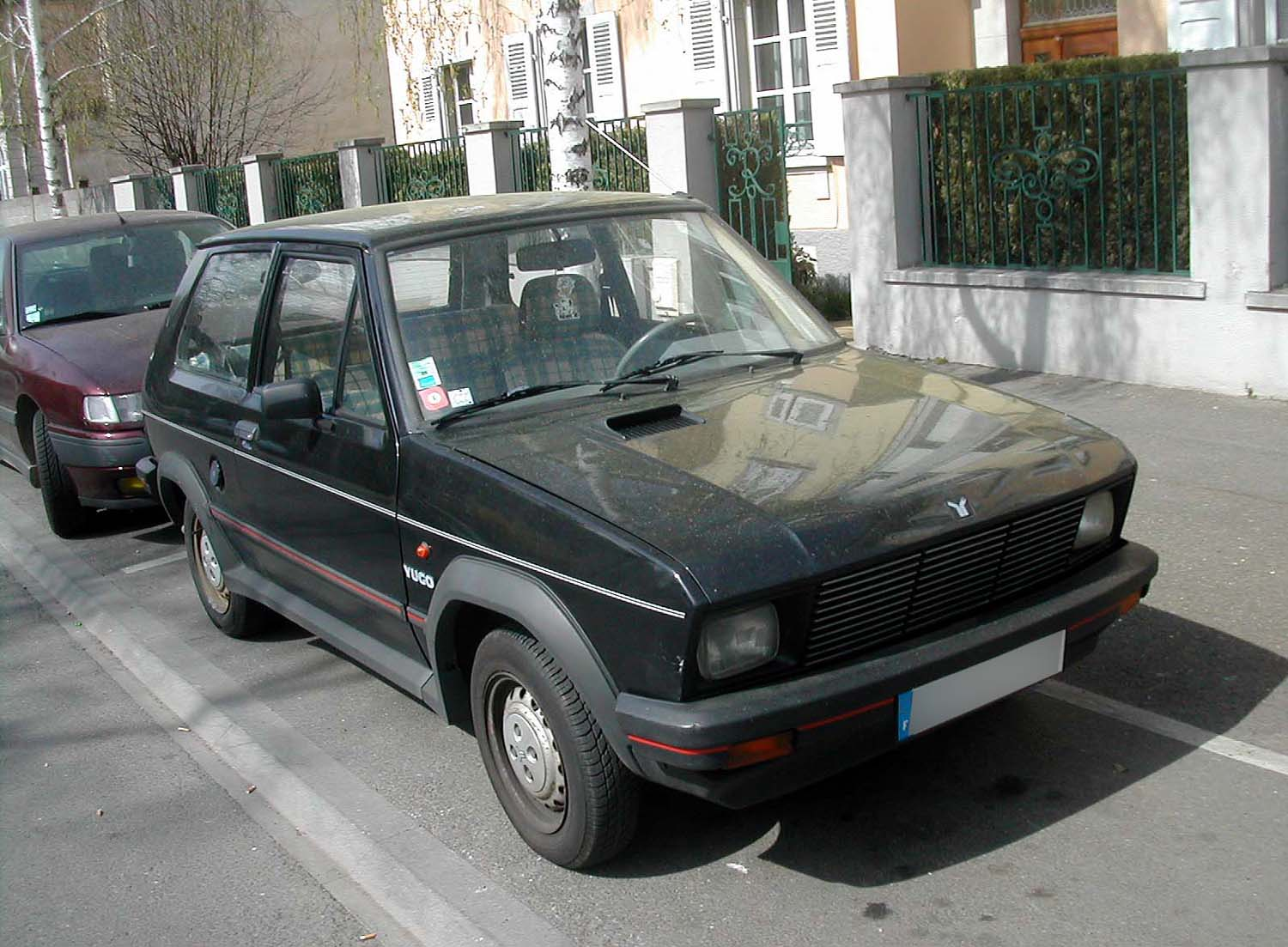
Une Yugo 45 S en France.
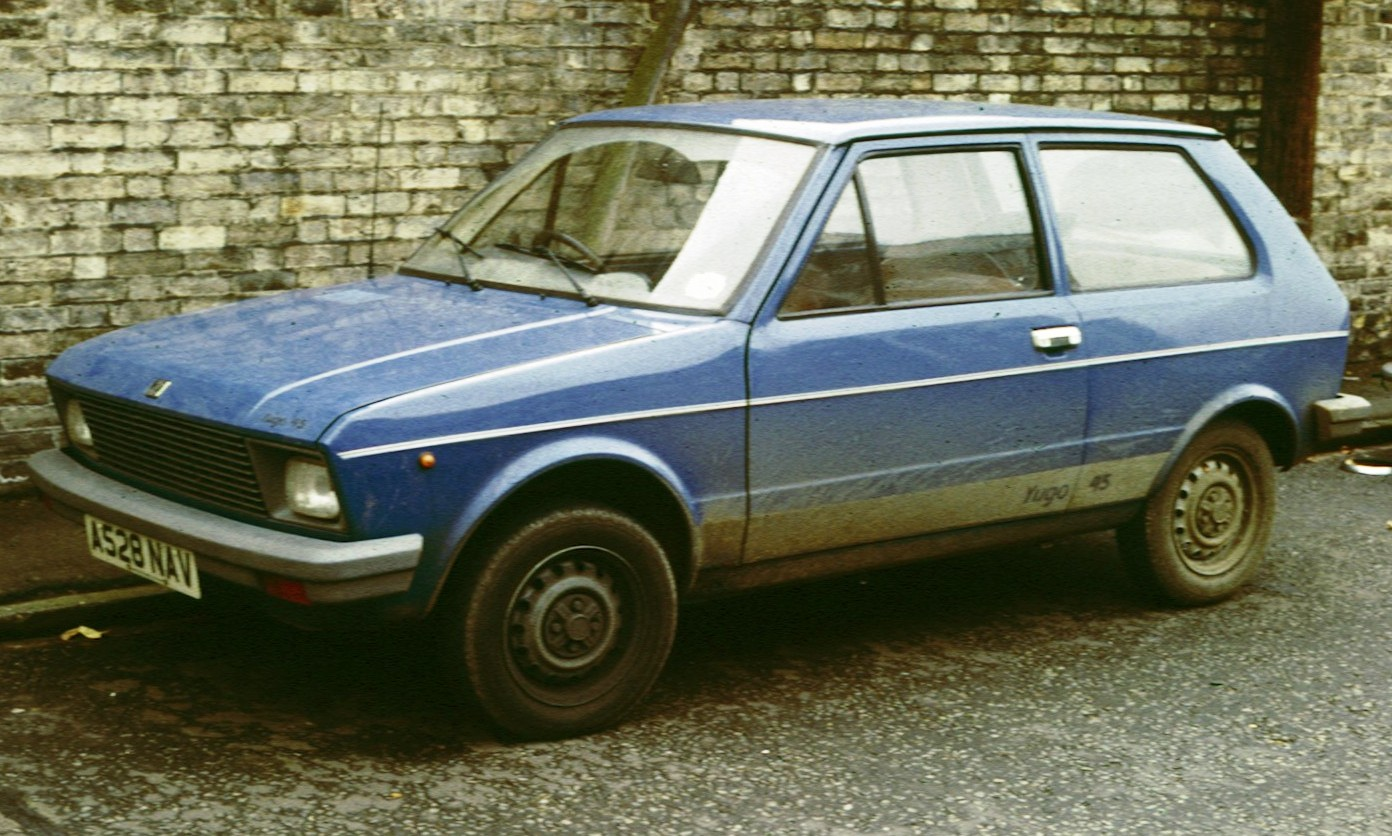
Une Yugo 45 au Royaume-Uni en 1983.
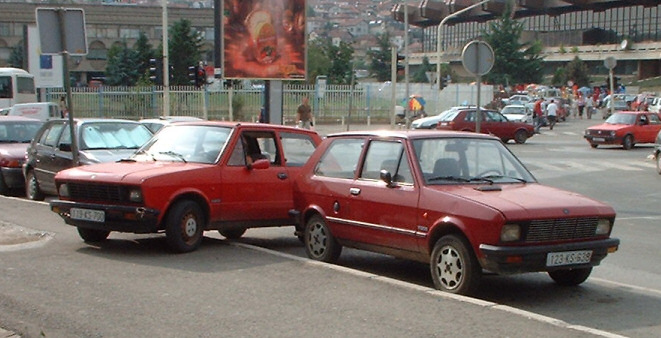
Deux Yugo au Kosovo.
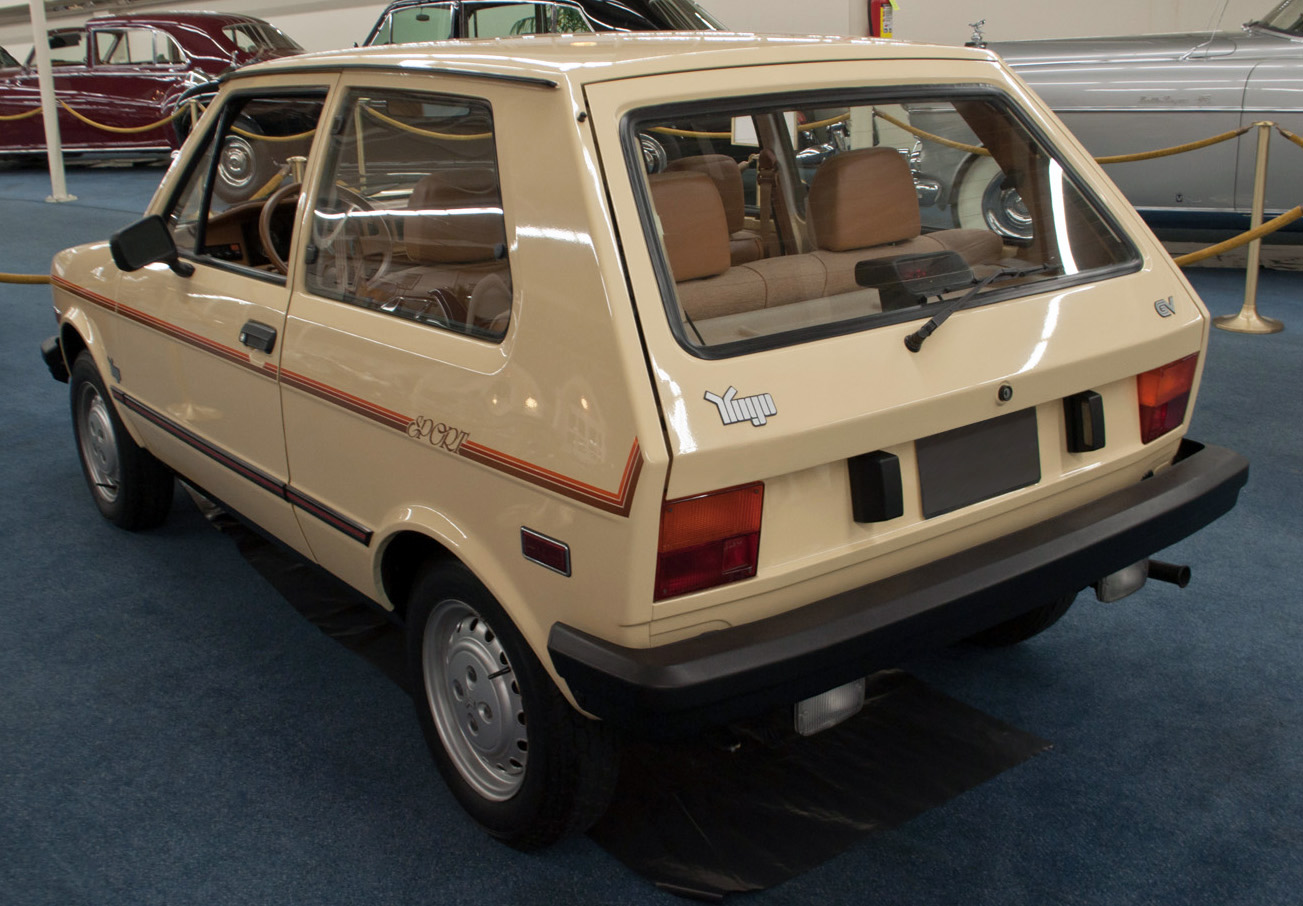
Une Yugo GV dans un musée américain.
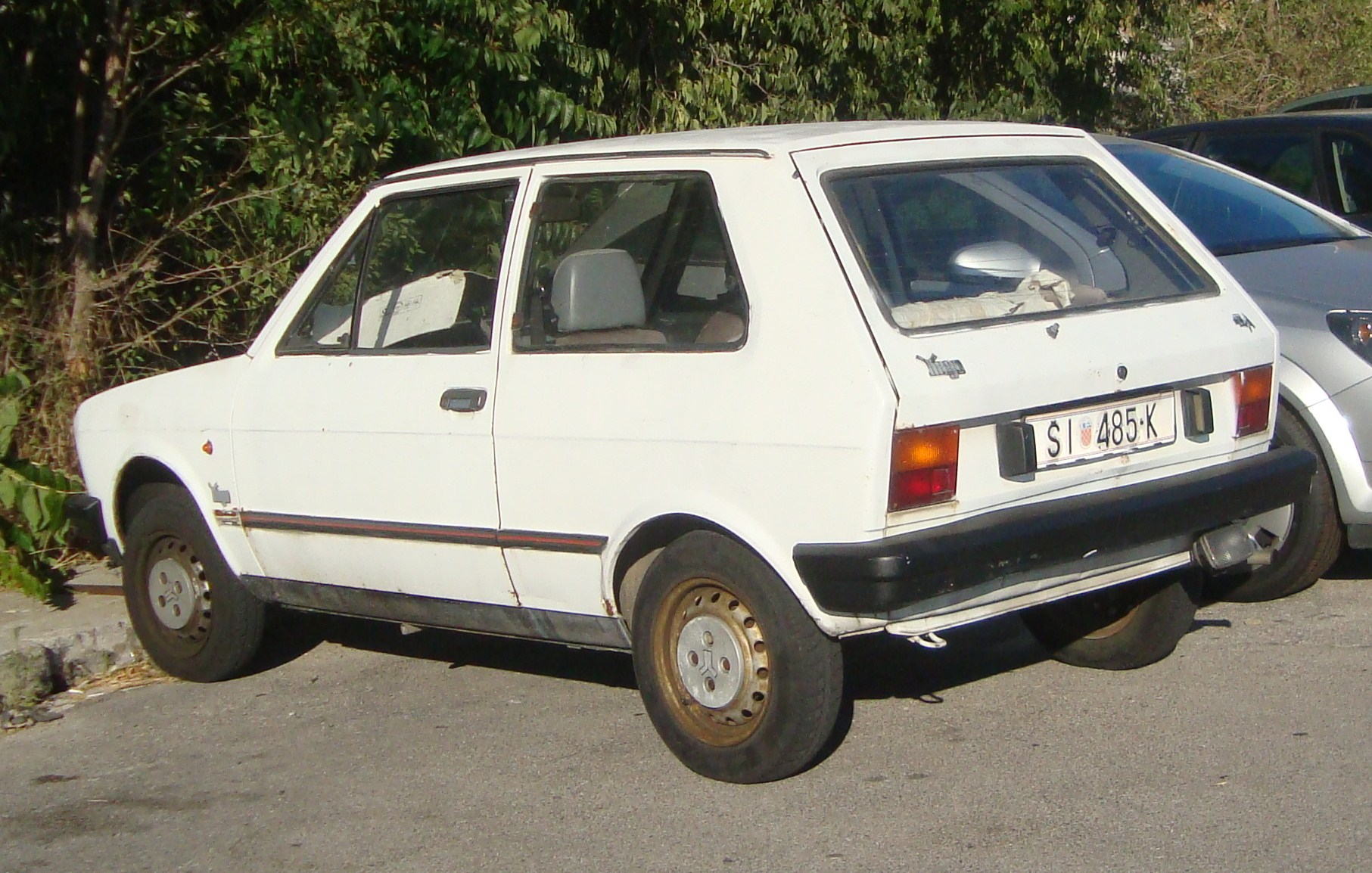
Une Yugo en Croatie.
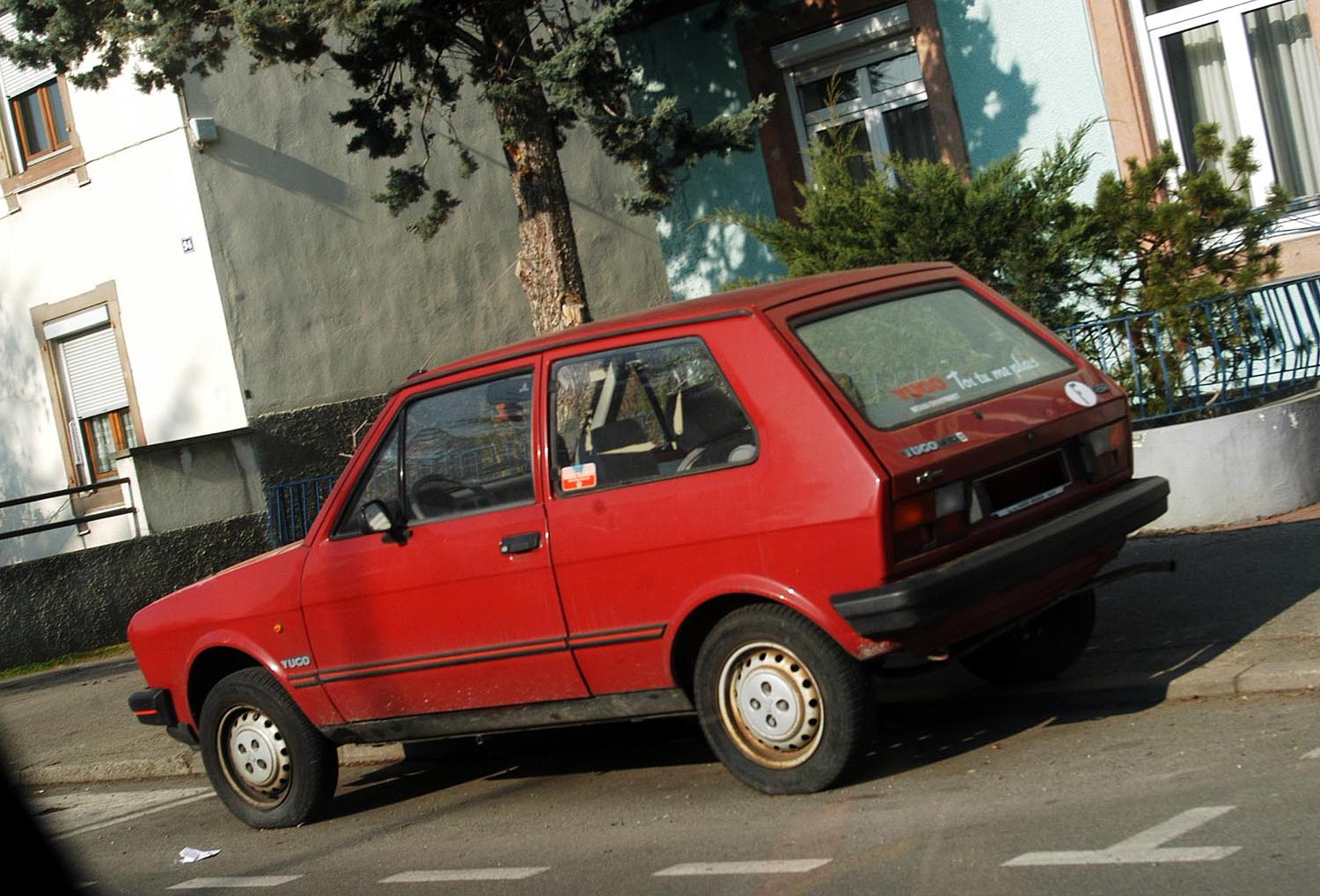
Une Yugo 45 A en France.
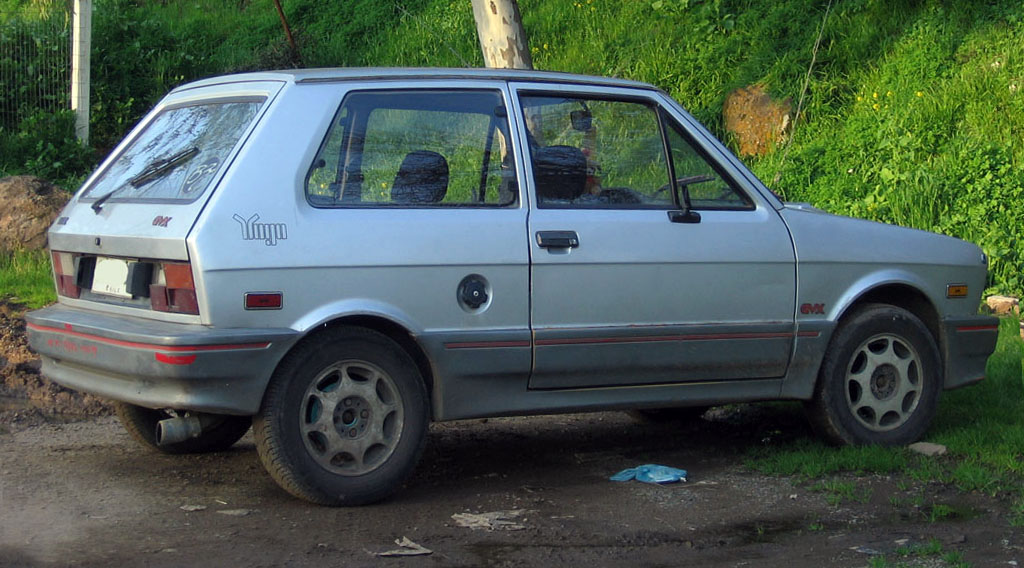
Une Yugo GVX.
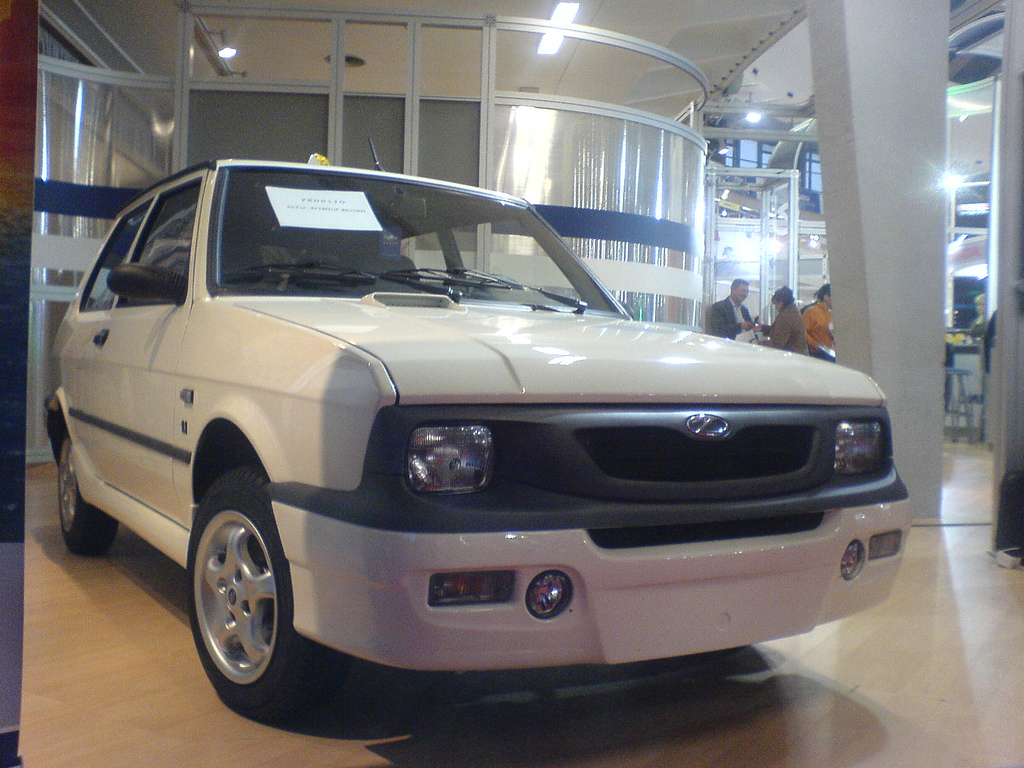
Une Zastava Koral au Salon de Belgrade en 2007.
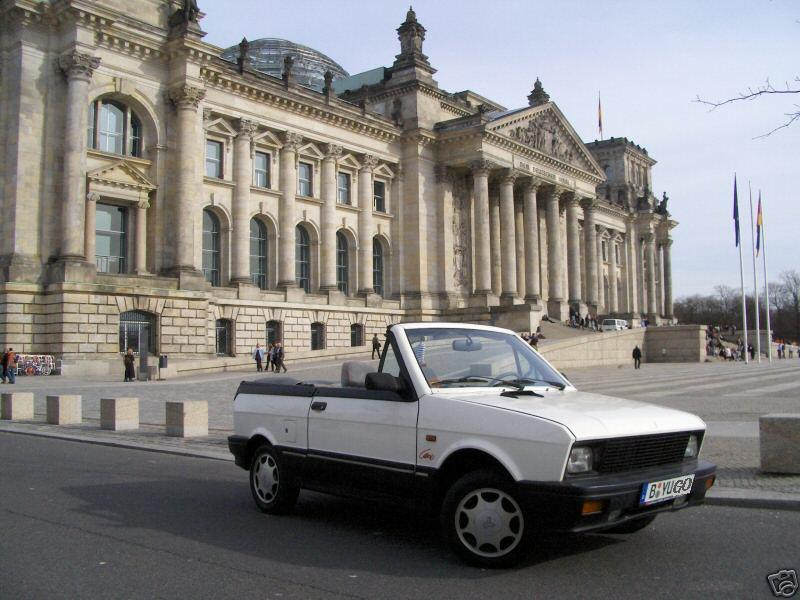
Un cabriolet Yugo en Allemagne.
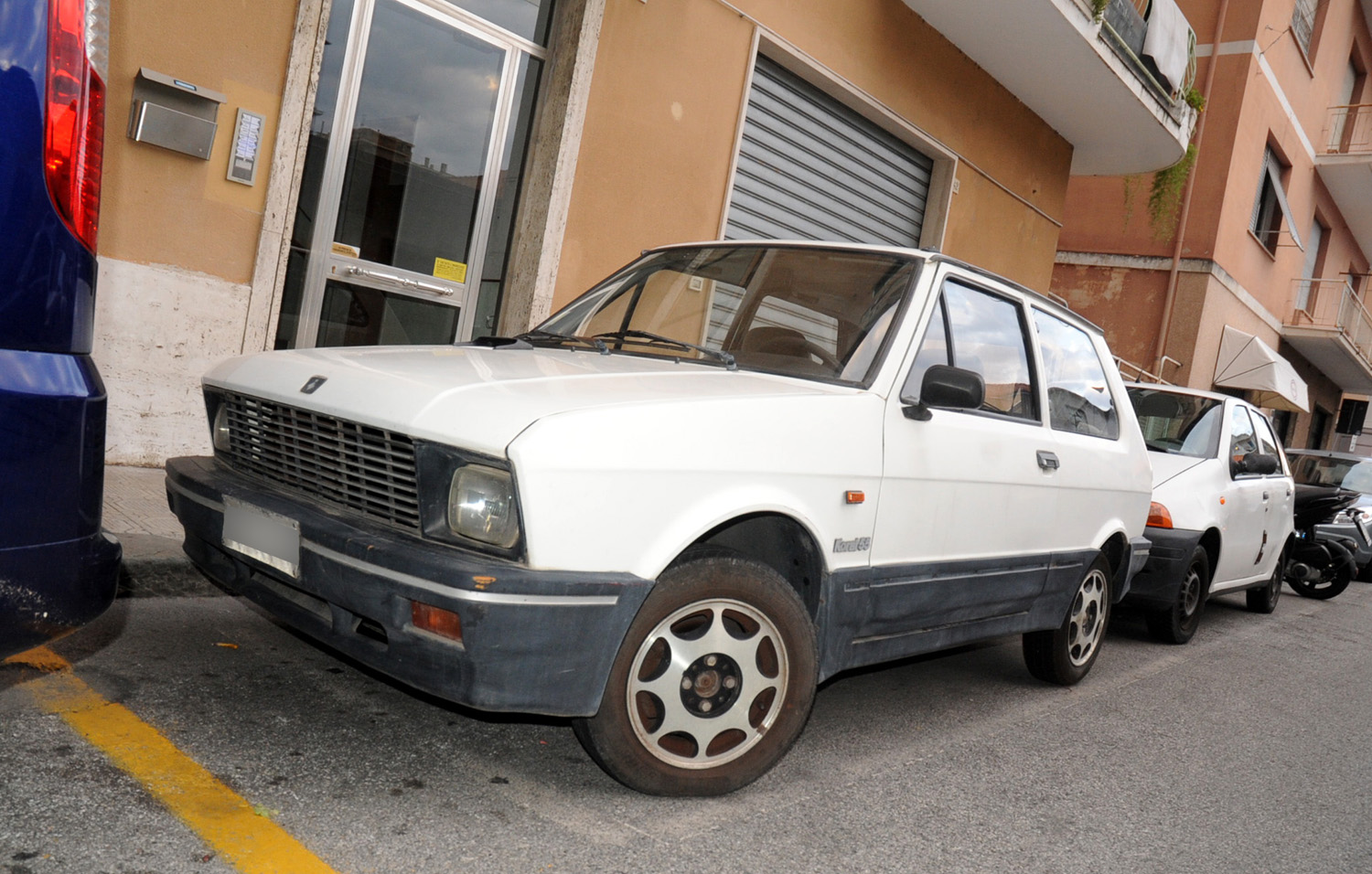
Une Innocenti Koral en Italie.

## Sources
- Site officiel de Zastava (aujourd'hui devenue une archive) : https://zastavanacionale.com/
- Bernard Vermeylen, Voitures des pays de l'Est, Boulogne-Billancourt, ETAI, 2008, 239 p. (ISBN 9782726888087, OCLC 470767381)